# 3212 Agricola
För andra betydelser, se Agricola.
3212 Agricola eller 1938 DH2 är en asteroid i huvudbältet som upptäcktes den 19 februari 1938 av den finske astronomen Yrjö Väisälä vid Storheikkilä observatorium. Den är uppkallad efter biskopen Mikael Agricola.
Asteroiden har en diameter på ungefär 4 kilometer.